# موریسیو پرودنسیو
موریسیو پرودنسیو (به انگلیسی: Mauricio Prudencio) (زادهٔ ۲۴ فوریهٔ ۱۹۸۰) شناگر اهل بولیوی است.